# Navarin

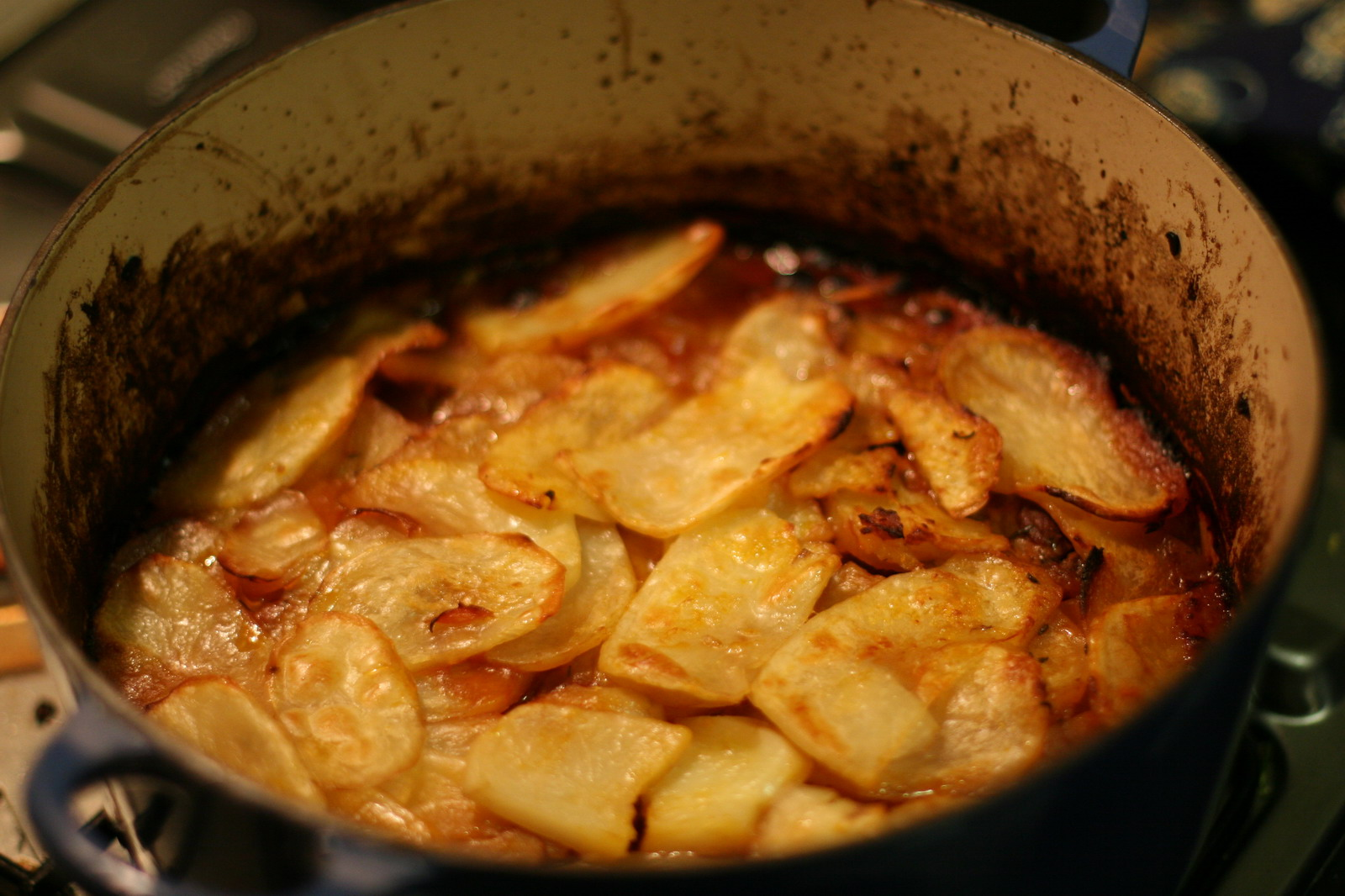
Das Gericht Navarin im Kochtopf bei der Zubereitung.

Als Navarin (auch französisch Navarin de mouton) bezeichnet man ein Ragout aus Hammel- oder Lammfleisch.
Zur Vorbereitung schneidet man das Fleisch in Würfel und raspelt Möhren. Dieses wird mit geschnittenen Zwiebeln angebraten und mit Zucker und Mehl bestreut und angebräunt. Anschließend löscht man es mit Wasser ab. Mit Tomatenpüree und Gewürzen wird es dann gegart. 30 Minuten vor dem Ende gibt man geschnittene Kartoffeln und Möhren hinzu. Abgeschmeckt wird mit Rahm, Salz, Pfeffer und Tomatenmark. Als typische Beilage gilt Brot. Ebenso wird es mit glasierten Zwiebeln und oval tournierten Salzkartoffeln garniert. Als weitere Gemüse sind Erbsen und Weiße Rüben üblich.

## Varianten
- Navarin printanier, Hammelragout mit Frühlingszwiebeln